# Steve Pecher
Steve Pecher (San Luis; 13 de febrero de 1956) es un exfutbolista estadounidense que jugó como defensa.

## Selección nacional
Hizo su primera aparición con Estados Unidos el 24 de septiembre de 1976 en un empate 1-1 con Canadá en Vancouver, donde recibió una tarjeta roja. Recibió otra roja en la derrota 0-3 ante Canadá en Puerto Príncipe el 22 de diciembre de 1976.

### Participaciones en clasificatorias
| Clasif.              | Sede   | Resultado | Part. | Goles |
| -------------------- | ------ | --------- | ----- | ----- |
| Clasif. Mundial 1978 | Varias | Eliminado | 4     | 0     |
| Clasif. Mundial 1982 | Varias | Eliminado | 3     | 0     |

## Clubes
| Club                        | País           | Año       |
| --------------------------- | -------------- | --------- |
| Dallas Tornado              | Estados Unidos | 1976-1980 |
| St. Louis Steamers (cesión) | Estados Unidos | 1979-1980 |
| St. Louis Steamers          | Estados Unidos | 1980-1984 |
| Kansas City Comets          | Estados Unidos | 1984-1985 |
| St. Louis Steamers          | Estados Unidos | 1985-1987 |
| Los Angeles Lazers          | Estados Unidos | 1987-1988 |

## Palmarés

### Distinciones individuales
| Distinción                                        | Año  |
| ------------------------------------------------- | ---- |
| Novato del año de la North American Soccer League | 1976 |